# Código de área 516

El área azul es el estado de Nueva York; el área roja es el código de área 516

516 es el código de área estadounidense para el estado de Nueva York en la parte de Long Island en el condado de Nassau, directamente al este del borough de Queens y al oeste del condado de Suffolk.
Antes que se adoptara el uso del prefijo nacional en 1947, Nassau formaba parte del código de área 914 junto con el condado de Suffolk y otra docena de condados del centro de la Ciudad de Nueva York. Después de eso, en 1951, Long Island (Nassau y Suffolk) se les dividió el código 914 y recibieron exclusivamente el código de área 516.
Este código de área abastecía los condados de Nassau y Suffolk hasta el 1 de noviembre de 1999, cuando el condado de Suffolk se le dio el código de área 631.